# FM 99.00 Dub Manifest
Albums de Fermin Muguruza
Brigadistak Sound System
(1999) In-komunikazioa
(2002)
FM 99.00 Dub Manifest est un album de Fermin Muguruza sorti en 2000.

## Morceaux
1. FM 99.00 Dub Manifest - 5:11
2. Ekhi Eder - 5:15
3. Bere-bar - 5:42
4. Itaka berriro - 4:35
5. Gizon armatuak - 6:14
6. Big beñat - 3:41
7. Mendebaldarketa - 4:51
8. Diru Espainol zikina - 6:04
9. Radical chic - 3:55
10. Irudikeriak - 4:59